# 나가이 나오사카
나가이 나오사카(일본어: 永井直壮, 1846년 ~ 1865년 10월 8일)는 에도 시대 후기의 다이묘이다. 야마토 신조 번 제8대 번주, 동국 구지라 번 초대 번주를 지냈다. 나가이 종가(永井宗家) 제12대 당주.
| 전임 나가이 나오토모 | 제8대 야마토 신조 번 번주 (나가이가) 1863년 | 후임 분큐 개혁으로 인해 번청을 구지라로 이전 |

|  | 제1대 구지라 번 번주 (나가이가) 1863년 ~ 1865년 | 후임 나가이 나오야 |